# Gustav Adolf Scheel
Pour les articles homonymes, voir Scheel.
Gustav Adolf Scheel (né le 22 novembre 1907 à Rosenberg - mort le 25 mars 1979 à Hambourg) était un médecin allemand, un fonctionnaire nazi, un dirigeant SS - dernier au rang de SS-Obergruppenführer - et un général de la police (Polizeigeneral). Durant l'ère nazie il était le Reichsstudentenführer (de) (Chef des étudiants du Reich). Après la bataille de France, il est devenu commandant de la police de sûreté (Sipo) et du SD (Befehlshaber der Sicherheitspolizei und des SD) en Alsace occupée. À partir de 1941, il devient Gauleiter et gouverneur du Reich (Reichsstatthalter) à Salzbourg. Arrêté et interné à plusieurs reprises après la guerre, il vit à Hambourg en tant que médecin résident de 1954 jusqu'à sa mort. 

## Sa vie jusqu'en 1933
Fils d'un pasteur protestant, Gustav Adolf Scheel fréquente les lycées humanistes de Fribourg-en-Brisgau, Tauberbischofsheim et le Karl-Friedrich-Gymnasium de Mannheim. Déjà en tant qu'élève, il fait partie de l'aile nationaliste du mouvement de jeunesse allemand (Deutsche Freischar (de), Großdeutscher Jugendbund (de)). C'est ainsi qu'il entre très tôt en contact avec les milieux nazis. 
À partir de 1928, il étudie le droit, l'économie et la théologie à l'université de Heidelberg pour devenir pasteur. Il intensifie son travail dans les milieux étudiants et rejoint l'Association des étudiants allemands (de) à Heidelberg au semestre d'hiver 1928-1929. Un an plus tard, il est président de cette association. 
En 1929, il rejoint le Syndication national-socialiste des étudiants allemands,  le 1er octobre 1930 il rejoint la SA et le 1er décembre 1930 le NSDAP (parti nazi). Il s'installe à Tübingen pendant une courte période et commence à étudier la médecine, qu'il poursuit à l'université de Heidelberg. De retour à Heidelberg, il est devient rapidement l'un des principaux propagandistes des nationaux-socialistes à l'université. En tant que chef de groupe universitaire du NSDStB, il dirige les rassemblements des étudiants nazis de Heidelberg contre le pacifiste Emil Gumbel, ce qui a conduit au retrait de sa licence d'enseignement en 1932.

## Après l'arrivée au pouvoir des nazis en 1933

### Fonctionnaire étudiant à plein temps
En mai 1933, il participe à l'organisation des autodafés à Heidelberg et intervient également comme conférencier lors de ceux-ci. 
En 1933, Scheel devient également président du Comité général des étudiants (de) d'Heidelberg. Pendant cette période, il devient le mentor de Hanns Martin Schleyer, qui rejoint le NSDAP et les SS sous la direction de Scheel. En outre, Scheel, en tant que chef du corps étudiant de Heidelberg et membre du personnel exécutif du recteur, influence les nominations et la politique du personnel de l'université. 
En avril 1934, Scheel passe son examen d'État de médecine, termine son stage médical et obtient son doctorat en médecine fin mai 1935 à Heidelberg. Il est également nommé à la direction fédérale de la NSDStB et, le 6 novembre 1936 il est nommé Reichsstudentenführer (de) - en cette qualité, il dirige la NSDStB et l'Association des étudiants allemands (de) en union personnelle. Scheel est donc à la tête du NSDAP. En tant que fonctionnaire étudiant et plus tard également titulaire du contrôle de l'Association des étudiants allemands (de), lorsqu'elle a été placée sous son contrôle, Scheel plaide pour l'exclusion des « étudiants d'origine juive » de « l'usufruit des équipements sociaux de l'université ». Le 26 mai 1939, le Reichsstudentenführer Scheel ouvre l'Institut für Studentengeschichte und Hochschulkunde (l'Institut d'histoire des étudiants et d'études universitaires) dirigé par Arnold Brügmann à la forteresse de Marienberg à Wurtzbourg.

### Carrière simultanée dans la SS et la SD
Depuis septembre 1934, Scheel est membre de la SS et fait depuis une rapide carrière en tant qu'employé du SD à temps plein, au sein de ces services secrets nazis. Entre août 1935 et septembre 1939, il dirige la SD-Oberabschnitt (de) avec un bureau à Stuttgart. En tant qu'étudiant fonctionnaire, il amène un grand nombre de jeunes universitaires nazis au SD, qui occupent des postes élevés après l'opération Barbarossa (Walter Stahlecker, Martin Sandberger, Erwin Weinmann, Albert Rapp, Erich Ehrlinger et Eugen Steimle). Tous ces membres sont ensuite passés par divers départements du RSHA et sont devenus chefs de divers Einsatzgruppen (escadrons de la mort nazies).
Après l'occupation de la France et l'affectation de l'Alsace au quartier NSDAP de Baden-Alsace, Scheel exerce les fonctions de commandant de la Sipo (police de sûreté allemande) et du SD dans l'administration civile en Alsace  Le 2 juillet 1940, il a ordonné aux deux groupes placés sous son commandement d'installer le camp de Schirmeck dans une caserne construite par l'armée française le 2 août 1940,.   
En octobre 1940, il organise la déportation des Juifs de Karlsruhe dans le cadre de la Wagner-Bürckel-Aktion (de). 

### Gauleiter à Salzbourg
En 1941, il est déjà SS-Brigadeführer et général de division de la police. Scheel est du 1er mai 1941 au 24 novembre 1941 chef supérieur de la SS et de la Police, et en novembre 1941 il est nommé Gauleiter et gouverneur du Reich du Reichsgau de Salzbourg. Après avoir dénoncé les groupes de résistance à Salzbourg, il organise une vague d'arrestations à grande échelle et plusieurs exécutions de cheminots. 
En 1943, il fit campagne contre le groupe de résistance La Rose blanche arguant que ses membres « ne devraient pas être exécutés en tant qu'étudiants » mais en tant qu'« anciens membres antisociaux de la Wehrmacht ». Selon lui, ces « criminels » n'auraient pas dû ternir l'image du corps étudiant. 
Fin juin 1944, Scheel devient le Reichsdozentenführer de l'Association des conférenciers de l'Allemagne nationale-socialiste (de). Il y succède à Walter Schultze.
Le 1er août 1944, Scheel est promu SS-Obergruppenführer et, en même temps, Gauleiter et Präsidialrat au sein du Conseil de la recherche du Reich. 
Lorsque la défaite de l'Allemagne se profile à l'horizon en 1944-1945, il devient le chef du Volkssturm dans la région de Salzbourg. Le 29 avril 1945, Adolf Hitler le nomme ministre de l'Éducation du Reich. Selon l'archevêque de Salzbourg, Andreas Rohracher (de), Scheel a révoqué à sa demande l'ordre de défendre la ville de Salzbourg à la fin de la guerre, empêchant ainsi la destruction de la ville. 
Dans la période d'après-guerre, Scheel est considéré comme un « national-socialiste modèle » malgré ses crimes graves, qui s'occupait des étudiants et des universités et affichait des traits patriotiques. Dans des recherches récentes, il a été évalué de manière plus différenciée. En raison de l'absence de scandales et d'affaires et de son rejet de la corruption, il est jugé plus favorablement que les autres grands nazis. Le sauvetage de Salzbourg, qui lui est crédité, mais qui ne repose que sur le témoignage d'un seul témoin, est également généralement noté positivement. 
À la fin de la guerre, Scheel a fait venir de Salzbourg le grand mufti de Jérusalem et son collaborateur SS Mohammed Amin al-Husseini, qui se trouvait en Autriche, pour le mettre à l'abri des Alliés en faisant passer la frontière suisse à un homme fiable. Le grand mufti était donc très reconnaissant à Scheel ; Der Spiegel indique même que Scheel a reçu une invitation à Téhéran en 1952 en tant que médecin et directeur de clinique, qu'il a déclinée.

## La vie après 1945
Après la remise de Salzbourg aux Américains sans combat le 4 mai, Scheel s'enfuit, mais le 14 mai 1945, il se rend aux Américains à St. Vitus et est interné. Après plusieurs arrêts dans des camps et des prisons, il est libéré de prison le 24 décembre 1947. À sa propre demande, il fut à nouveau interné et amené à Heidelberg pour être dénazifié. Dans le cadre du procès de la Spruchkammer, il a été condamné à cinq ans de camp de travail en 1948 et classé comme « principal coupable ». Sa licence médicale a été révoquée. Le 24 décembre 1948, après une procédure d'appel, il a été classé comme « complice ». L'archevêque de Salzbourg, Andreas Rohracher (de), était notamment intervenu en sa faveur, car à la fin de la guerre, Scheel avait ignoré l'ordre de défendre la ville à sa demande et avait ainsi empêché la destruction imminente. Scheel a alors reçu une nouvelle autorisation d'exercer la médecine et a été licencié. 
Il a ensuite travaillé d'abord comme travailleur de nuit dans le port de Hambourg et à partir de l'été 1949, il a été médecin dans un hôpital de Hambourg, puis médecin assistant à l'hôpital Rautenberg de Hambourg. 
De 1951 à 1953, il a fait partie du cercle Naumann avec d'autres grands de la NSA comme Werner Best. En janvier 1953, il est arrêté par la police militaire britannique, soupçonné d'avoir mis sur pied une organisation secrète, puis remis aux autorités allemandes. Scheel a passé six mois à la prison de Werl et à la prison de Karlsruhe. Il est sorti de prison le 17 juin 1953. Il s'est désisté le 3 décembre 1954. Un de ses amis de l'époque était l'ancien politicien du NSDAP Alfred Eduard Frauenfeld (de), qui vivait également à Hambourg. 
De février 1954 au 8 avril 1977, il a été médecin résident à Hambourg. Scheel était un ami proche de Hanns Martin Schleyer jusqu'à sa mort. 
Scheel était marié depuis 1935 et avait trois enfants.

## Publications
- Europa. Handbuch der politischen, wirtschaftlichen und kulturellen Entwicklung des neuen Europa. Hg. Deutsches Institut für Außenpolitische Forschung, Geleitwort Joachim von Ribbentrop. Helingsche Verlagsanstalt, Leipzig 1943; darin "Reichsstudentenführer Gauleiter Dr. Gustav Adolf Scheel": Europäisches Studententum.
- G. A. Scheel: Discours aux étudiants français, in: Deutsch-französische Monatshefte DFM, mars-avril 1938, p. 106-108 (Zugl. Rede im Februar 1938 in München)

## Littérature
- Birgit Arnold (de) : „Deutscher Student, es ist nicht nötig, daß Du lebst, wohl aber, daß Du Deine Pflicht gegenüber Deinem Volk erfüllst.“ Gustav Adolf Scheel, Reichsstudentenführer und Gauleiter von Salzburg. In: Michael Kißener (de), Joachim Scholtyseck (de) (Hrsg.): Die Führer der Provinz. NS-Biographien aus Baden und Württemberg (= Karlsruher Beiträge zur Geschichte des Nationalsozialismus, 2). UVK – Universitäts-Verlag Konstanz, Constance, 1997,  (ISBN 3-87940-566-2), p. 567–594.
- Wolfgang Benz, Hermann Graml, Hermann Weiß (Hrsg.): Enzyklopädie des Nationalsozialismus (= dtv. 34408). 5., akt. und erw. Auflage. Deutscher Taschenbuchverlag (de), Munich, 2007,  (ISBN 978-3-423-34408-1), p. 966.
- Ruth Bettina Birn (de) : Die Höheren SS- und Polizeiführer. Himmlers Vertreter im Reich und in den besetzten Gebieten. Droste, Düsseldorf 1986  (ISBN 3-7700-0710-7). Zugleich: Universität Stuttgart, Diss. phil. 1985
- Michael Grüttner : Biographisches Lexikon zur nationalsozialistischen Wissenschaftspolitik (= Studien zur Wissenschafts- und Universitätsgeschichte, 6). Synchron – Wissenschafts-Verlag der Autoren, Heidelberg 2004,  (ISBN 3-935025-68-8), p. 146.
- Philipp T. Haase: Gustav Adolf Scheel: Studentenführer, Gauleiter, Verschwörer. Ein politischer Werdegang, in: Wolfgang Proske (Hrsg.): Täter. Helfer. Trittbrettfahrer, Bd. 8: NS-Belastete aus dem Norden des heutigen Baden-Württemberg, Gerstetten 2018,  (ISBN 978-3945893098), p. 295–325.
- (de) Hermann Weiß, « Scheel, Gustav Adolf », dans Neue Deutsche Biographie (NDB), vol. 22, Berlin, Duncker & Humblot, 2005, p. 603 (original numérisé).
- Joachim Lilla : Scheel, Gustav, In: ders.: Staatsminister, leitende Verwaltungsbeamte und (NS-)Funktionsträger in Bayern 1918 bis 1945 (Stand: Oktober 2012)
- (de) Marc Zirlewagen, « Gustav Adolf Scheel », dans Biographisch-Bibliographisches Kirchenlexikon (BBKL), vol. 24, Nordhausen, 2005 (ISBN 3-88309-247-9, lire en ligne), colonnes 1270–1275 (Article sur Internet Archive)